# Gouvernement Fabius
Ve République
Gouvernement Pierre Mauroy III Gouvernement Jacques Chirac II
Le gouvernement Laurent Fabius est le 18e gouvernement de la Ve République française.
Cet article présente la composition du gouvernement français sous le Premier ministre Laurent Fabius du 17 juillet 1984 au 20 mars 1986, pendant la présidence de François Mitterrand (1981-1995).

## Contexte de formation

### Contexte politique et économique
Le gouvernement Pierre Mauroy est tombé du fait de la "guerre scolaire" autour du projet de loi Savary, dans un contexte de montée du chômage et de chute de confiance envers les socialistes. Le Président souhaite charger le nouveau Premier ministre de poursuivre la modernisation du pays, de rétablir les grands équilibres, et de préparer les élections législatives de 1986 pour qu'elles soient perdues le moins mal possible.

### Choix des ministres
Le choix de François Mitterrand pour son deuxième Premier ministre se porte sur Laurent Fabius, pour ses qualités intellectuelles et personnelles, pour sa communauté de vues avec lui, et pour son âge, devenant à l'époque le plus jeune Premier ministre de l'histoire de France, à 37 ans et 10 mois. Fabius détient ce record pendant 39 ans jusqu'à la nomination de Gabriel Attal le 9 janvier 2024 à 34 ans et 9 mois.
 Mitterrand espère ainsi donner un "coup de vieux" aux dirigeants de l'opposition et relancer la dynamique socialiste.
Étaient également en lice pour ce poste Pierre Bérégovoy, qui deviendra le dernier Premier ministre socialiste du Président avant que ne débute la deuxième cohabitation, Michel Rocard, qui sera son premier chef de gouvernement après sa réélection, et Jacques Delors, qui espère être choisi. Le choix de Fabius n'est soutenu que par Gaston Defferre et Robert Badinter. Delors développe alors l'ambition de servir autrement, en étant élu Président de la Commission européenne.
Laurent Fabius joint le maire de Figeac, Martin Malvy, qui se trouve dans un petit village corse pour ses vacances, et lui propose le poste de Secrétaire d’État auprès du ministre du Redéploiement industriel et du Commerce extérieur, chargé de l’Énergie, qu'il accepte immédiatement. Il appelle Alain Calmat, ancien champion du monde de patinage artistique devenu chirurgien, à qui il propose la Jeunesse et les sports. Calmat effectue une intervention chirurgicale pour se donner le temps de réfléchir, et accepte.
Lors de son dernier entretien avec François Mitterrand avant de démissionner, Pierre Mauroy recommande au Président de conserver son directeur de cabinet, Michel Delebarre, comme ministre. Mauroy le propose aux PTT. Fabius n'en tient pas compte et lui propose le portefeuille de l'Emploi, qu'il refuse, préférant devenir préfet de région. Seulement, Jean-Louis Bianco l'annonce comme ministre du gouvernement au même moment où Delebarre téléphone au Premier ministre pour lui signifier son refus. Il devient ainsi Ministre du travail, de l'emploi et de la formation professionnelle.
François Mitterrand intègre Jean-Pierre Chevènement au gouvernement en tant que ministre de l'Éducation nationale, créant la surprise car il ne faisait pas partie du dernier gouvernement de Pierre Mauroy. Il est chargé de régler dans les deux mois qui suivent la guerre scolaire. Cette nomination permet à Mitterrand de s'éviter les critiques d'un virage à droite, car Chevènement représente une branche contestataire du Parti socialiste. En le nommant à ce poste, Mitterrand écarte Michel Rocard, que Fabius pensait nommer.
Pour compenser la perte de l'Education nationale, Fabius propose à Rocard un grand ministère technique, une sorte de MITI à la française autour du Plan, qu'il refuse. Il lui offre alors le Ministère de l'Agriculture, qu'il accepte.
Pierre Bérégovoy, qui visait Matignon, se retrouve déçu en n'obtenant "que" les Finances. Gaston Defferre, qui voulait rester à l'Intérieur, est nommé au Plan et à l'Aménagement du territoire, car Mitterrand entendait placer à l'Intérieur un ministre plus jeune, chargé de moderniser la police et la reprendre en main. Pierre Joxe, qui conduit avec beaucoup de fermeté depuis 1981 les 285 députés du groupe socialiste, obtient le ministère.
Comme ce fut le cas pour quelques ministres durant les septennats de François Mitterrand, certains titulaires de poste restent à leur place. Claude Cheysson conserve les Affaires étrangères, Charles Hernu, la Défense, Robert Badinter, la Justice, et Jack Lang, la Culture.
Le départ des communistes fait que trois socialistes remplacent les quatre communistes : Paul Quilès à Charles Fiterman aux Transports, Michel Delebarre cumule les portefeuilles de Jack Ralite à l'Emploi et de Marcel Rigout à la Formation professionnelle, et Jean Le Garrec obtient le poste d'Anicet Le Pors à la Fonction publique.
Le gouvernement est complété le lundi 23 juillet par la nomination de ministres-délégués et de secrétaires d’État, construisant un gouvernement de quarante-quatre membres.

### Féminisation du gouvernement
Le gouvernement compte six femmes ministres et secrétaires d'État : Édith Cresson, Georgina Dufoix, Huguette Bouchardeau, Yvette Roudy, Edwige Avice et Catherine Lalumière. Georgina Dufoix et Huguette Bouchardeau sont promues, l'une succédant à Pierre Bérégovoy au grand ministère des Affaires sociales, et l'autre devenant ministre de l'Environnement.

### Profil sociologique
Ce gouvernement est, comme tous les gouvernements socialistes sous François Mitterrand (cf. République des professeurs), marqué par l'importance numérique des anciens enseignants : 24,4 % des ministres ont été enseignants du supérieur, 9,5 % enseignants du secondaire, et 11,5 % sont issus des professions intellectuelles (contre 19,4 %, 7,5 % et 10,4 % en moyenne sur la période 1981-1986).
Les hauts-fonctionnaires des Grands corps de l'État sont moins présents que la moyenne du premier septennat (7,1 % en l'occurrence, contre 10,4 %), et presque moitié moins présents qu'entre 1959 et 1981 (13,7 %). Les hauts-fonctionnaires hors Grands corps (préfectorale, diplomatie, etc.) sont plus représentés que la moyenne 1981-1986 (16,7 % contre 13,4 %) et que la moyenne 1959-1981 (13,2 %).
11,9 % des ministres sont issus des professions libérales, et 16,7 % des cadres supérieurs du privé, contre 12 % et 14,9 % en moyenne entre 1981 et 1986, et 13,7 % et 19,8 % en moyenne entre 1959 et 1981.

### Coalition
Le 17 juillet, alors que le nom du nouveau Premier ministre va être annoncé, François Mitterrand négocie avec Charles Fiterman, ministre des Transports et tête de file des ministres explique, pour que les communistes restent au gouvernement Fabius. Il tente de les persuader de l'intérêt de rester en avançant qu'ils pourront recueillir, dans les prochains mois, les fruits de la politique de rigueur. Fiterman refuse, expliquant au chef de l'Etat que la situation est devenue intenable pour les communistes du fait de la politique économique menée par Mitterrand.
Laurent Fabius tente à son tour de convaincre Georges Marchais, André Lajoinie et Fiterman, en leur proposant quatre ministères sur quarante, dont deux ministères économiques, l’Énergie et le Plan. Après une réunion en Comité, les communistes votent contre leur participation au nouveau gouvernement, contre l'avis des ministres qui avaient participé au troisième gouvernement Pierre Mauroy.

## Composition initiale
Laurent Fabius est nommé le 17 juillet 1984, les ministres le 19 juillet 1984, et les ministres délégués et secrétaires d'État le 23 juillet 1984,.
Le « tournant de la rigueur » opéré par le président François Mitterrand après la défaite de la gauche aux municipales provoque le départ des communistes de la majorité présidentielle, qui ne compte plus que 289 députés (58,9 % des sièges) à l'Assemblée nationale.

### Ministres
| Image | Fonction                                                            |  | Nom                     | Parti |
| ----- | ------------------------------------------------------------------- |  | ----------------------- | ----- |
|       | Premier ministre                                                    |  | Laurent Fabius          | PS    |
|       | Ministre d’État chargé du Plan et de l'Aménagement du territoire    |  | Gaston Defferre         | PS    |
|       | Ministre de l'Économie et des Finances                              |  | Pierre Bérégovoy        | PS    |
|       | Garde des Sceaux, ministre de la Justice                            |  | Robert Badinter         | PS    |
|       | Ministre des Relations extérieures                                  |  | Claude Cheysson         | PS    |
|       | Ministre de la Défense                                              |  | Charles Hernu           | PS    |
|       | Ministre de l'Intérieur et de la Décentralisation                   |  | Pierre Joxe             | PS    |
|       | Ministre de l'Agriculture                                           |  | Michel Rocard           | PS    |
|       | Ministre du Redéploiement industriel et du Commerce extérieur       |  | Édith Cresson           | PS    |
|       | Ministre de l'Éducation nationale                                   |  | Jean-Pierre Chevènement | PS    |
|       | Ministre des Affaires sociales et de la Solidarité nationale        |  | Georgina Dufoix         | PS    |
|       | Ministre de l’Urbanisme, du Logement et des Transports              |  | Paul Quilès             | PS    |
|       | Ministre du Commerce, de l’Artisanat et du Tourisme                 |  | Michel Crépeau          | MRG   |
|       | Ministre des Affaires européennes et Porte-parole du gouvernement   |  | Roland Dumas            | PS    |
|       | Ministre du Travail, de l’Emploi et de la Formation professionnelle |  | Michel Delebarre        | PS    |
|       | Ministre de l’Environnement                                         |  | Huguette Bouchardeau    | PSU   |
|       | Ministre de la Recherche et de la Technologie                       |  | Hubert Curien           | DVG   |
|       | Ministre délégué à la Culture                                       |  | Jack Lang               | PS    |
|       | Ministre déléguée chargée des Droits de la femme                    |  | Yvette Roudy            | PS    |
|       | Ministre délégué chargée de la Jeunesse et des Sports               |  | Alain Calmat            | PS    |
|       | Ministre délégué chargé des Relations avec le Parlement             |  | André Labarrère         | PS    |
|       | Ministre délégué chargé de la Coopération et du Développement       |  | Christian Nucci         | PS    |
|       | Ministre délégué chargé des P.T.T.                                  |  | Louis Mexandeau         | PS    |

### Secrétaires d'État
| Image        | Fonction |  | Nom                         | Parti |
| ------------ | --- |  | --------------------------- | ----- |
|              | Secrétaire d’État auprès du ministre de la Défense                                                                                    |  | Edwige Avice                | PS    |
|              | Secrétaire d’État auprès du Premier ministre, chargé de la Fonction publique et des Simplifications administratives                   |  | Jean Le Garrec              | PS    |
|              | Secrétaire d’État auprès du Premier ministre, chargé des Techniques de la communication                                               |  | Georges Fillioud            | PS    |
|              | Secrétaire d’État auprès du ministre de l’Économie, des Finances et du Budget, chargé du Budget                                       |  | Henri Emmanuelli            | PS    |
|              | Secrétaire d’État auprès du ministre de l’Économie, des Finances et du Budget, chargé de la Consommation                              |  | Catherine Lalumière         | PS    |
|              | Secrétaire d’État auprès du ministre des Affaires sociales et de la Solidarité nationale, chargé des Retraités et des Personnes âgées |  | Joseph Franceschi           | PS    |
|              | Secrétaire d’État auprès du ministre de l’Intérieur et de la Décentralisation, chargé des Départements et des Territoires d’outre-mer |  | Georges Lemoine             | PS    |
| Jean Auroux  | Secrétaire d’État auprès du ministre de l’Urbanisme, du Logement et des Transports, chargé des Transports                             |  | Jean Auroux                 | PS    |
|              | Secrétaire d’État auprès du ministre de l’Éducation nationale, chargé des Universités                                                 |  | Roger-Gérard Schwartzenberg | MRG   |
|              | Secrétaire d'État auprès du Premier ministre, chargé de l'économie sociale                                                            |  | Jean Gatel                  | PS    |
|              | Secrétaire d’État auprès du ministre de la Défense, chargé des Anciens combattants et Victimes de guerre                              |  | Jean Laurain                | PS    |
|              | Secrétaire d’État auprès du ministre du Redéploiement industriel et du Commerce extérieur, chargé de l’Énergie                        |  | Martin Malvy                | PS    |
| Edmond Hervé | Secrétaire d’État auprès du ministre des Affaires sociales et de la Solidarité nationale, chargé de la Santé                          |  | Edmond Hervé                | PS    |
|              | Secrétaire d’État auprès du ministre des Relations extérieures                                                                        |  | Jean-Michel Baylet          | MRG   |
|              | Secrétaire d’État auprès du ministre des Affaires sociales et de la Solidarité nationale, chargé des Rapatriés                        |  | Raymond Courrière           | PS    |
|              | Secrétaire d’État auprès du ministre de l’Agriculture, chargé de l’Agriculture et de la Forêt                                         |  | René Souchon                | PS    |
|              | Secrétaire d’État auprès du Premier ministre, chargé de la Prévention des risques naturels et technologiques majeurs                  |  | Haroun Tazieff              | SE    |
|              | Secrétaire d’État auprès du ministre de l’Éducation nationale, chargé de l’Enseignement technique et technologique                    |  | Roland Carraz               | PS    |
|              | Secrétaire d’État auprès du ministre de l’Urbanisme, du Logement et des Transports, chargé de la Mer                                  |  | Guy Lengagne                | PS    |
|              | Secrétaire d’État auprès du ministre du Commerce, de l’Artisanat et du Tourisme                                                       |  | Jean-Marie Bockel           | PS    |

## Remaniements

### Remaniement du 7 décembre 1984
Le remaniement du 7 décembre 1984 est liée à la démission de Claude Cheysson qui devient le 6 janvier 1985 commissaire européen chargé de la politique méditerranéenne et des relations Nord-Sud :
- Ministre des Relations extérieures : Roland Dumas (en remplacement de Claude Cheysson)
- Suppression du poste de ministre des Affaires européennes (jusqu'alors occupé par Roland Dumas)
- Secrétaire d’État auprès du ministre des Relations extérieures, chargé des Affaires européennes : Catherine Lalumière
- Porte-parole du gouvernement : Georgina Dufoix (PS)
- Ministre de la Culture : Jack Lang (changement de titre)
- Secrétaire d’État auprès du ministre de l’Économie, des Finances et du Budget, chargé du Budget et de la Consommation : Henri Emmanuelli (changement d’attribution)

### Remaniement du 4 avril 1985
En désaccord avec le fait d'introduire la proportionnelle intégrale pour les  prochaines Élections législatives de 1986, Michel Rocard démissionne, et il est procédé à un remaniement le 4 avril 1985 :
- Ministre de l’Agriculture : Henri Nallet (à la suite de la démission de Michel Rocard)
- Ministre délégué auprès du ministre de l’Agriculture, chargé de l’Agriculture et de la Forêt : René Souchon

### Remaniement du 21 mai 1985
Edgard Pisani nommé en décembre 1984 haut-commissaire de la Nouvelle-Calédonie, entre au gouvernement le 21 mai 1985, :
- Ministre chargé de la Nouvelle-Calédonie : Edgard Pisani
- Yvette Roudy, jusqu'alors ministre délégué chargé des Droits de la femme, devient ministre de plein exercice.

### Remaniement du 20 septembre 1985
Le remaniement du 20 septembre 1985 est liée à la démission de Charles Hernu en lien avec l’affaire du Rainbow Warrior :
- Ministre de la Défense : Paul Quilès
- Ministre de l’Urbanisme, du Logement et des Transports : Jean Auroux (en remplacement de Paul Quilès)
- Suppression du poste de secrétaire d’État auprès du ministre de l’Urbanisme, du Logement et des Transports, chargé des Transports (jusqu'alors occupé par Jean Auroux)

### Remaniement du 15 novembre 1985
Ce remaniement est liée d'une part à la démission d’Edgard Pisani et d'autre part à la nomination d'un secrétaire d’État chargé des Transports non pourvu depuis le 20 septembre 1985 :
- Démission d’Edgard Pisani et suppression du poste de ministre chargé de la Nouvelle-Calédonie
- Secrétaire d’État auprès du ministre de l’Urbanisme, du Logement et des Transports, chargé des Transports : Charles Josselin qui entre au gouvernement
- Ministre des P.T.T. : Louis Mexandeau (changement de titre)

### Remaniement du 19 février 1986
À la suite de la démission de Robert Badinter en prévision de sa nomination, intervenue le 4 mars 1986, à la présidence du Conseil constitutionnel, il est procédé au remaniement du 19 février 1986 :
- Garde des Sceaux, ministre de la Justice : Michel Crépeau ;
- Ministre du Commerce, de l’Artisanat et du Tourisme : Jean-Marie Bockel (en remplacement de Michel Crépeau) ;
- Suppression du poste de secrétaire d’État auprès du ministre du Commerce, de l’Artisanat et du Tourisme (jusqu'alors occupé par Jean-Marie Bockel).

### Modification du 12 mars 1986
Ce remaniement est lié à la démission de Georges Fillioud nommé conseiller d'État :
- Suppression du poste de secrétaire d’État auprès du Premier ministre, chargé des Techniques de la Communication (jusqu'alors occupé par Georges Fillioud).

## Répartition partisane
| Parti                          | Parti                            | Premier ministre | Ministre d'État | Ministres | Ministres délégués | Secrétaires d'État | Total |
| ------------------------------ | -------------------------------- | ---------------- | --------------- | --------- | ------------------ | ------------------ | ----- |
| Répartition le 23 juillet 1984 | Répartition le 23 juillet 1984   | 1                | 1               | 15        | 6                  | 20                 | 43    |
|                                | Parti socialiste                 | 1                | 1               | 12        | 6                  | 17                 | 37    |
|                                | Mouvement des radicaux de gauche |                  |                 | 1         |                    | 2                  | 3     |
|                                | Parti socialiste unifié          |                  | 1               |           |                    | 1                  |       |
|                                | Divers gauche                    |                  | 1               |           |                    | 1                  |       |
|                                | Sans étiquette                   |                  |                 |           | 1                  | 1                  |       |

## Actions

### Politique industrielle et de l'emploi
Le nombre annuel de faillites ayant doublé depuis le choc pétrolier de 1973, s'établissent à 25 000 par an en 1984, une loi sur le sauvetage juridique, économique et social des entreprises en difficulté avait été adoptée le 1er mars 1984. Le gouvernement Fabius en fait voter une seconde pour compléter la première le 25 janvier 1985.
Laurent Fabius lance les Travaux d'utilité collective (TUC) en septembre 1984, afin de permettre aux jeunes de bénéficier de stages dans des administrations ou dans des associations, qui les préparent à leur entrée sur le marché du travail. Cela permet également de réduire artificiellement dans les statistiques le nombre de chômeurs. À la fin de l'année 1985, 180 000 TUC sont actifs, dont 40 % dans des communes.
Les socialistes instaurent en 1985 une baisse de 50 % à 45 % de l'impôt sur les bénéfices des sociétés pour celles qui consacrent leurs profits à l'auto-financement et non à la distribution de dividendes aux actionnaires. Cela sera supprimé l'année suivante par le gouvernement de Jacques Chirac.

### Finances publiques
Le gouvernement Fabius réforme également la manière dont la France finance son déficit. Jusqu'à 1986, l'Etat français pouvait se financer, sur la dette à long terme, de deux manières : soit en lançant des emprunts auprès des citoyens, qui étaient souscrits dans les banques et les bureaux de poste, soit en faisant appel aux banques dont il était propriétaire. Pour la dette à court terme ("dette flottante"), il se tournait vers la banque centrale. Ce système est modifié en février 1986 pour être rendu plus facile, plus efficace et moins coûteux : l’État émet, par adjudication auprès d’organismes spécialisés des titres dématérialisés qui sont utilisés par les banques dans leurs paniers de fonds de placement et collatéraux. Les OAT (obligations assimilables du Trésor) peuvent se coter à terme sur le MATIF parisien, le Marché à terme des instruments financiers.

## Analyse de la popularité
Le choix de Laurent Fabius comme Premier ministre est accueilli avec scepticisme, sinon sarcasme, par les éditorialistes. Considéré comme un simple technocrate et relais du Président, Le Monde écrit que ce dernier a choisi « un Premier ministre qui sera son double ». Le Quotidien de Paris titre « Mitterrand se nomme à Matignon » tandis que Libération affiche, dans la même veine, « Mitterrand Premier ministre » avec la photo de Fabius à côté du titre. Les Français se montrent plus indulgents, un sondage de l'institut Louis-Harris montrant, fin juillet, que 60 % d'entre eux font confiance à Laurent Fabius pour diriger le gouvernement.
Plus de quatre mois après sa nomination, l'action de Laurent Fabius est considérée comme satisfaisante par 49 % des interrogés par la SOFRES, tandis que seuls 37 % jugent au même moment faire confiance au Président Mitterrand. L'"effet Fabius" reste limité, car il ne profite pas au Président, ni au Parti socialiste. Le journaliste Alain Duhamel note que « La mise en orbite de la fusée Fabius est un succès dont la planète présidentielle ne bénéficie en rien ».

## Démission
La démission de ce gouvernement est publiée au JO du 21 mars 1986, à la suite de la défaite de la gauche aux élections législatives de 1986. Le successeur de Laurent Fabius, Jacques Chirac forme alors le gouvernement Jacques Chirac 2.

## Relations avec le parlement
Le 24 juillet 1984, le Premier ministre obtient la confiance de l'Assemblée nationale sur la déclaration de politique générale par 279 voix pour, 157 contre et 46 abstentions.
| Position   | Groupe | Groupe | Groupe | Groupe | Non-inscrits | Total |
| Position   | COM    | SOC    | UDF    | RPR    | Non-inscrits | Total |
| ---------- | ------ | ------ | ------ | ------ | ------------ | ----- |
| Position   |        |        |        |        | Non-inscrits | Total |
| POUR       | 0      | 278    | 0      | 0      | 1            | 279   |
| CONTRE     | 0      | 0      | 62     | 87     | 8            | 157   |
| ABSTENTION | 44     | 0      | 0      | 0      | 2            | 46    |
| NON-VOTANT | 0      | 7      | 0      | 2      | 0            | 9     |